# 第四獨立大隊
第四獨立大隊（芬蘭語：Erillinen Pataljoona 4，简称ErP 4）是持續戰爭期間芬蘭陸軍的一支特種部隊，於1943年7月1日由當時現有的長程偵察巡邏隊改組而成。

## 組織
ErP 4之下各連皆以其指揮官的名字命名。
- Osasto Vehniäinen, 维堡
- Osasto Kuismanen, 约恩苏
- Osasto Marttina, 卡亚尼
- Osasto Paatsalo, 罗瓦涅米
- Lento.os/ErP 4, 米凱利—空中分隊（1944年6月23日成立）
- KoulK/ErP 4—訓練中心（1944年7月1日成立）

## 歷史
冬季戰爭中沒有使用長程偵察隊，然而芬蘭於1940年春開始培訓長程偵察隊。隊員大部分是冬季戰爭的退伍軍人，但有一些是英格里亞及卡累利阿的難民。在持續戰爭前，共約150人受訓。這支偵察隊一開始只有15人，但在持續戰爭期間增加到60人。1943年7月1日偵察隊改為第四獨立大隊（ErP 4）。1944年又另外成立了一支配備有水上飛機的特種部隊來支援它。大隊的兵力共計男性678位及女性76位。（見Lotta Svärd （页面存档备份，存于））
ErP 4在1943年執行了超過50次任務，1944年執行略低於100次，還參與了拉普兰战争。它在1944年11月30日解散。

## 其它特種部隊
當時芬蘭還有一些部隊執行了和ErP 4相似但較短程的任務，包括：
- 芬蘭陸軍第三師長程偵察分隊
- 芬蘭陸軍第四師長程巡邏隊
- 芬蘭陸軍第十四師長程巡邏隊

## 外部連結
- 1939年至1945年芬蘭的長程偵察部隊